# Моравия, Кеннет де, 4-й граф Сазерленд
Кеннет де Моравия (англ. Kenneth de Moravia; 1279 — 19 июля 1333, при Дапплин-Муре, Пертшир, Королевство Шотландия) — шотландский аристократ, 3-й граф Сазерленд с 1307 года.

## Биография
Кеннет был младшим сыном 2-го графа Сазерленда Уильяма. В 1307 году он потерял отца, а в 1330 году, после смерти старшего брата Уильяма, унаследовал родовые владения и графский титул. В 1332 году, когда в Шотландию вторглись бароны, лишённые наследства, Кеннет встал на сторону Дэвида Брюса. Он погиб в битве при Халидон-Хилле 19 июля 1333 года.
Граф Сазерленд был женат на Мэри, дочери Домналла, 6-го графа Мара. В этом браке родились Уильям (5-й граф Сазерленд), Николас и Евстахия, жена Гилберта Морея.